# Calathea silvicola
Calathea silvicola är en strimbladsväxtart som beskrevs av H.A.Kenn. Calathea silvicola ingår i släktet Calathea och familjen strimbladsväxter.

## Underarter
Arten delas in i följande underarter:
- C. s. silvicola
- C. s. tomentosa